# El Serrat (la Vall de Bianya)
El Serrat és una masia de la Vall de Bianya (Garrotxa) inclosa a l'Inventari del Patrimoni Arquitectònic de Catalunya.

## Descripció
És un casal situat a la falda de la Serra de Malforat. Arquitectònicament és quasi bessona a la casa de les Gleyes, prop de l'església romànica de Sant Martí de Capsec.
És de planta rectangular i teulat a dues aigües, amb les vessants vers les façanes laterals. Disposa de baixos, pis i golfes. A la façana de migdia, a la planta baixa hi ha l'àmplia arcada de la cabana; el primer pis té sis arcades de punt rodó, sostingudes per pilars d'obra (no de pedra treballada amb capitell com és característic de les cases de la Vall de Bianya). Les golfes estan il·luminades per dues finestres d'arc de punt rodó. La casa va ser bastida amb pedra menuda, llevat de les cantoneres. Les façanes varen ser emblanquinades. Es pot accedir directament al primer pis des de l'exterior, gràcies a una escala de pedra situada a la façana de llevant. A la porta hi ha aquesta llinda: "LORENS SARRAT / 18	66".
El rellotge de sol que decora la façana principal porta la data 1867. Aquestes dates del segle xix es refereixen al moment de remodelació i de construcció de la galeria porxada. El mas, ben segur, és molt més antic. El seu actual estat és de ruïna total.